# Manuela Pfrunder
Pour les articles homonymes, voir Pfrunder.
Manuela Pfrunder, née le 25 mars 1979 à Lucerne, est une graphiste suisse.

## Biographie
Manuela Pfrunder est diplômée en graphisme à la Haute École de Lucerne (Hochschule für Gestaltung und Kunst) en 2000.
Sa thèse intitulée La poursuite de la création remporte en 2000 le prix de l'Association suisse des artistes graphiques (SGV) et le «Willy Guhl Award for Communication Design » dans le cadre de l'événement Design Prize Suisse 2001. Un livre Neotopia en a été tiré, publié sous forme d'atlas en 2002 aux éditions Limmat Verlag avec le soutien de l'UNICEF. Son travail a été présenté lors de plusieurs expositions à Zurich, Berlin et Vienne.
Manuela Pfrunder est membre du design network switzerland (DNS) et travaille en tant que graphiste indépendante à Zurich depuis 2003.

### Billets de banque suisses

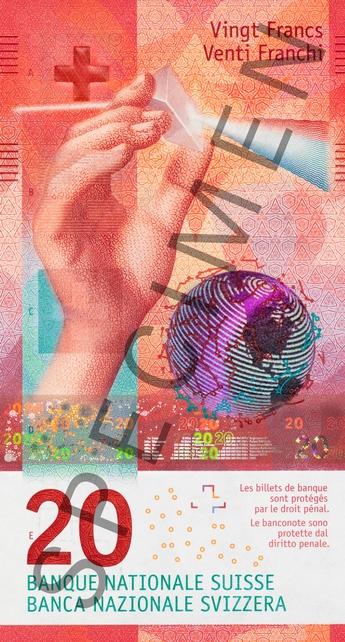
Le billet de 20 francs, mis en circulation en mai 2017

En 2007, Manuela Pfrunder se voit attribuer la prestigieuse commande de la nouvelle série des billets de banque suisses.  
Lors d'un concours d'idées lancé en 2005 par la Banque nationale suisse  pour une série de billets sur le thème de la «Suisse cosmopolite», Manuela Pfrunder gagne, à 26 ans, le deuxième prix, ex-aequo avec celui de Martin Woodtli. En 2007, son projet s'étant avéré plus adapté à la mise en œuvre que celui des deux autres lauréats, la Banque nationale suisse décide de ne finalement retenir que le projet de Manuela Pfrunder.  
Les nouveaux billets devaient initialement être mis en circulation en 2010. Mais le premier billet de la nouvelle série, celui de 50 francs, a été présenté au public en avril 2016 et mis en circulation quelques jours plus tard. Il a été élu plus beau billet de l'année 2016 par l'International Banknote Society. La sortie des billets suivants s'est enchaînée à intervalles de six mois à un an jusqu'au printemps 2019. 
Manuela Pfrunder et son équipe ont travaillé en secret pendant onze ans avant la présentation du premier billet. En septembre 2019, la présentation du dernier billet de 100 francs a signé la fin de son travail avec la Banque nationale suisse.